# Tien-San vapiti
A Tien-San vapiti vagy Tien-San maralszarvas (Cervus canadensis songaricus) az emlősök (Mammalia) osztályának párosujjú patások (Artiodactyla) rendjébe, ezen belül a szarvasfélék (Cervidae) családjába tartozó vapiti (Cervus canadensis) egyik ázsiai alfaja.

## Előfordulása
A Tien-San vapiti a Tien-San hegységben honos alfaj. A hegység Közép-Ázsiában, Kína, Pakisztán, India, Kazahsztán és Kirgizisztán területén helyezkedik el.

### Állományai
Manapság körülbelül 50 000 egyedből áll a vadon élő Tien-San vapiti alfaj, de száma hamar csökken. A kínai szarvasfarmokon 4000-5000 állatot tartanak.

## Megjelenése
A Tien-San vapiti a legnagyobb ázsiai alfaj, úgy testméretben, mint agancshosszban.